# Синхронное плавание на Универсиадах
Соревнования по синхронному плаванию проводились на летних Универсиадах единственный раз — в 2013 году как факультативный (не включённый в основную программу Универсиады) вид спорта. Было разыграно 4 комплекта наград (в сольных упражнениях, дуэтах, групповых упражнениях и комбинациях).

## Призёры соревнований
| Год               | Золото | Серебро | Бронза  |
| ----------------- | ------ | ------- | ------- |
| 2013 (соло)       | Россия | Япония  | Италия  |
| 2013 (дуэты)      | Россия | Япония  | Италия  |
| 2013 (группы)     | Россия | Япония  | США     |
| 2013 (комбинация) | Россия | Япония  | Венгрия |

## Медальный зачёт
| Место          | Страна         | Золото | Серебро | Бронза | Всего |
| -------------- | -------------- | ------ | ------- | ------ | ----- |
| 1              | Россия         | 4      | 0       | 0      | 4     |
| 2              | Япония         | 0      | 4       | 0      | 4     |
| 3              | Италия         | 0      | 0       | 2      | 2     |
| 4              | Венгрия        | 0      | 0       | 1      | 1     |
| 4              | США            | 0      | 0       | 1      | 1     |
| Всего стран: 5 | Всего стран: 5 | 4      | 4       | 4      | 12    |